# Nenad Savić
Nenad Savić in serbo Ненад Савић? (Serbia, 28 gennaio 1981) è un ex calciatore svizzero originario della Jugoslavia, centrocampista del Beitar Tel Aviv Ramla.

## Palmarès

### Club

#### Competizioni nazionali
- Coppa Svizzera: 1

Wil: 2003-2004